# Insulinresistenz-Syndrom Typ B
Das Insulinresistenz-Syndrom Typ B ist eine sehr seltene Erkrankung mit den Hauptmerkmalen Hyperinsulinämie, Akanthosis nigricans und Zeichen eines Hyperandrogenismus wie Hirsutismus.
Die Bezeichnung wurde vom US-amerikanischen Arzt C. Ronald Kahn und Mitarbeitern im Jahre 1976 vorgeschlagen.

## Verbreitung
Die Häufigkeit ist nicht bekannt, die Erkrankung betrifft Erwachsene mittleren Alters, meist Frauen. Es besteht ein Zusammenhang mit Störungen des Immunsystems wie Systemischer Lupus erythematodes.

## Klinische Erscheinungen
Klinische Kriterien sind:
- Auftreten zusammen mit Funktionsstörungen des Immunsystems
- Initial meist rasch zunehmender, nicht-ketotischer und ausgeprägt insulinresistenter Diabetes mellitus
- Acanthosis nigricans
- Hirsutismus

## Diagnose
Die Diagnose ergibt sich aus den klinischen Befunden, insbesondere dem Nachweis von Anti-Insulinrezeptor-Autoantikörpern im Blutserum.

## Differentialdiagnose
Abzugrenzen sind andere Erkrankungen aus der Gruppe der extrem insulin-resistenten Syndrome:
- Leprechaunismus
- Lipodystrophien
- Rabson-Mendenhall-Syndrom
- Insulinresistenz-Syndrom Typ A (bei jungen Frauen ohne nachweisbaren Antikörpern gegen Insulinrezeptoren)

## Therapie
Die Behandlung richtet sich gegen die zugrundeliegende Autoimmunerkrankung und gegen die Hyperglykämie.